# Kornis-kastély (Szentbenedek)
A Kornis-kastély Romániában, Erdélyben, a Mezőség északnyugati felében, Szentbenedeken, Kolozs megyében található.
1573-ban Báthory István fejedelem a szentbenedeki birtokot Keresztúry Kristóf dési kamarai prefektusnak adományozta, aki a reneszánsz, öreg kastélyt emelte 1573 és 1593 között, egy középkori bencés kolostor alapjaira. 1599-ben a kastély birtokosa Keresztúry Kristóf özvegye volt. Lányukat, Keresztúry Katát Kornis Boldizsár vette feleségül, így került a kastély 1600-ban a Kornis család birtokába. 
1603-ban Kornis Boldizsár lett Belső-Szolnok vármegye főispánja és az erdélyi csapatok főgenerálisa. Bocskai István fejedelemsége alatt Kornis Boldizsár neve is felmerült, mint lehetséges utód, de valós eséllyel nem rendelkezett, mert gyenge volt a támogatottsága. A Kornisok azonban nem saját érdekükben dolgoztak, hanem mindent bevetettek annak érdekében, hogy Báthory Zsigmond újra elfoglalhassa a fejedelmi széket. 
1608-ban Báthory Gábor lett a fejedelem, ezt követően Kornis Boldizsár az új fejedelemtől adomány gyanánt megkapta Ördöngösfüzest, valamint kinevezte belső tanácsosnak és székely főkapitánynak. Ugyanabban az évben, hosszabb idő után visszaköltözhetett a szentbenedeki otthonába. 
1609-ben Báthory Gábor fejedelem, Kornis Boldizsárt szabad bárói ranggal jutalmazta, ami azt jelentette, hogy birtokai mentesültek a vármegye jogállása alól. 
1610-ben Kornis Boldizsárt a fejedelem utasítására, merénylet vádjával halálra ítéltek és kivégezték, vagyonát pedig elkobozták. 
1617-ben Bethlen Gábor erdélyi fejedelem megenyhült a Kornisokkal szemben, így Kornis Boldizsár özvegye, Keresztúry Kata visszakaphatta szentbenedeki birtokát. Az özvegy Kornis Zsigmondot és Bethlen Gábort nevezte ki gyámnak az apa nélkül maradt gyerekek mellé. Ezt követően a birtok újra Kornis kézbe kerül.  
A XVII–XVIII. század során a kastélyt több rendben bővítették és átalakították.
1673 körül Kornis Gáspár építtette a főépület második emeletét, amely lépcsőjének oszlopsorát Molnár Albert faragta. Kornis Zsigmond nevéhez fűződik a kastély főbejáratának a kialakítása, amely a homlokzatán található felirat szerint 1720-ban készült el. A kaputorony előtti hídra ekkor került a két unikornis, a Kornis család címerállata.
Kornis Zsigmondot I. József 1710-ben udvari kancellárrá, majd III. Károly 1713-ban Erdély főkormányzójává (gubernátorává) nevezi ki. Kornis Zsigmond III. Károly királytól 1712-ben örökös grófságot kap.
Az épületeket a XIX-XX. században már nem lakták, mert nehezen volt kifűthető. Ezért a család egy régi magtárat átépített, így jött létre a 20 szobás, minden korabeli komforttal (fűtés, víz, csatorna, villany, telefon) felszerelt, klasszicista "új kastély".
A XIX. században a Kornisok többször is kijavították az épületeket. A felvonóhíddal ellátott kaputornyot - annak felirata szerint - 1886-ban gróf Kornis Viktor, az ún. Zöld (Keleti) bástyát gróf Kornis Károly III. 1906-ban renováltatta. 
1909-ben létrejött a Szentbenedek Elektromos Művek Rt. melynek kezdőtőkéje 600 ezer korona volt. A társaság alapítója gróf Kornis Károly III. (1869-1918). A részvénytársaság célja az volt, hogy a Szamoson a már működő vízimalom mellé felépítsenek egy vízierőművet. Az építkezési munkálatok kivitelezője Lenarduzzi János cége volt. A gépészeti kivitelező pedig a Nicholson Gépgyár RT volt.  Az áramtermelést az akkor világszínvonalú Ganz-Danubius turbinákkal és Siemens-Schuckert generátorokkal oldották meg. 
1910-ben beindult a közvilágítás Désen, Désaknán, Szamosújváron és a környező településeken. A közvilágítás szamosújvári beindításán jelen volt gróf Kornis Károly III. is, akit vastapssal fogadott a helyi, ünneplő lakosság 
Gróf Kornis Károly III. részvénytársasága ingyen biztosította a szentbenedeki lakosok számára az elektromos áramot, valamint ingyen égőkkel és vasalókkal ajándékozta meg őket. A részvénytársaság munkásai számára pedig – Európában elsőként - zuhanyozókat épített. 
1915-ben a gróf Kornis család megvásárolta a Jádvölgyi, és a Vaskohvidéki bauxitbányákat és létrehozta a Magyar Bauxit Társulást, majd
1917-ben  megalapította az Alumíniumércbánya és Ipar Rt-t (Aluérc), amely a bauxit feldolgozásával, alumínium gyártással foglalkozott. 
1915-ben a szentbenedeki Kornis kastélynál forgatták Katona József Bánk Bán drámája alapján az azonos című filmet, amelynek rendezője Kertész Mihály, a későbbi Oscar-díjas Michael Curtiz. A filmben Bánk Bán szerepében játszott Bakó László, II. Endre szerepében Nagy Adorján, Biberach szerepében Janovics Jenő (a kolozsvári filmgyártás megalapítója), Gertrudis szerepében Jászai Mari, Tiborc szerepében Szentgyörgyi István és Ottó herceg szerepében pedig Várkonyi Mihály (amerikai nevén Victor Várkonyi, hollywoodi filmsztár). A Szentbenedeken készült külső felvételek terjedelme 1500 méter volt. A második világháború alatt a film teljes egészében megsemmisült.
A második világháború alatt a kastély megrongálódott és csak részben sikerült kijavítani a károkat a háború végén. 
A kastély utolsó ura, Kornis Károly IV. (1894-1955), egy balesetben elveszítette egyik lábát és falábbal élte le hátralévő életét. Az államosítás után, a gróf könyvelőként dolgozott az édesapja, gróf Kornis Károly III. által létrehozottvállalat dési irodájánál, egészen nyugdíjazásáig. Gönczruszkai gróf Kornis Károly 1894. augusztus 4-én született a Bihar vármegyei Szerepen és 1955. május 17-én halt meg Désen. Felesége bethleni gróf Bethlen Berta volt.
1948-ban az épületeket és az uradalmat államosították. 1950–51-ben az épület felét silónak, másik felét iskolának alakították át. Ekkor a kastély hatalmas könyvtárának minden darabját az udvaron elégették, a belső berendezéseket széthordták. Innentől fogva az épület állaga fokozatosan romlott. 1975–76-ban egy részét renoválták. A kastélyhoz tartozó búcsútemplomot ma az ortodox egyház használja.
2006-ban a kastélyt Kornis Gabriella grófnő visszaperelte az államtól, az épületek állaga azóta is romlik. 2014-ben halt meg Budapesten, a tulajdonjogot fia örökölte. 
2016-ban a bejárat melletti két unikornis szobor egyikét ismeretlen tettesek ledöntötték. Ezt követően a kastély tulajdonosa biztonságos helyre szállíttatta őket, hogy ne kerüljön újra a tolvajok kezébe.  

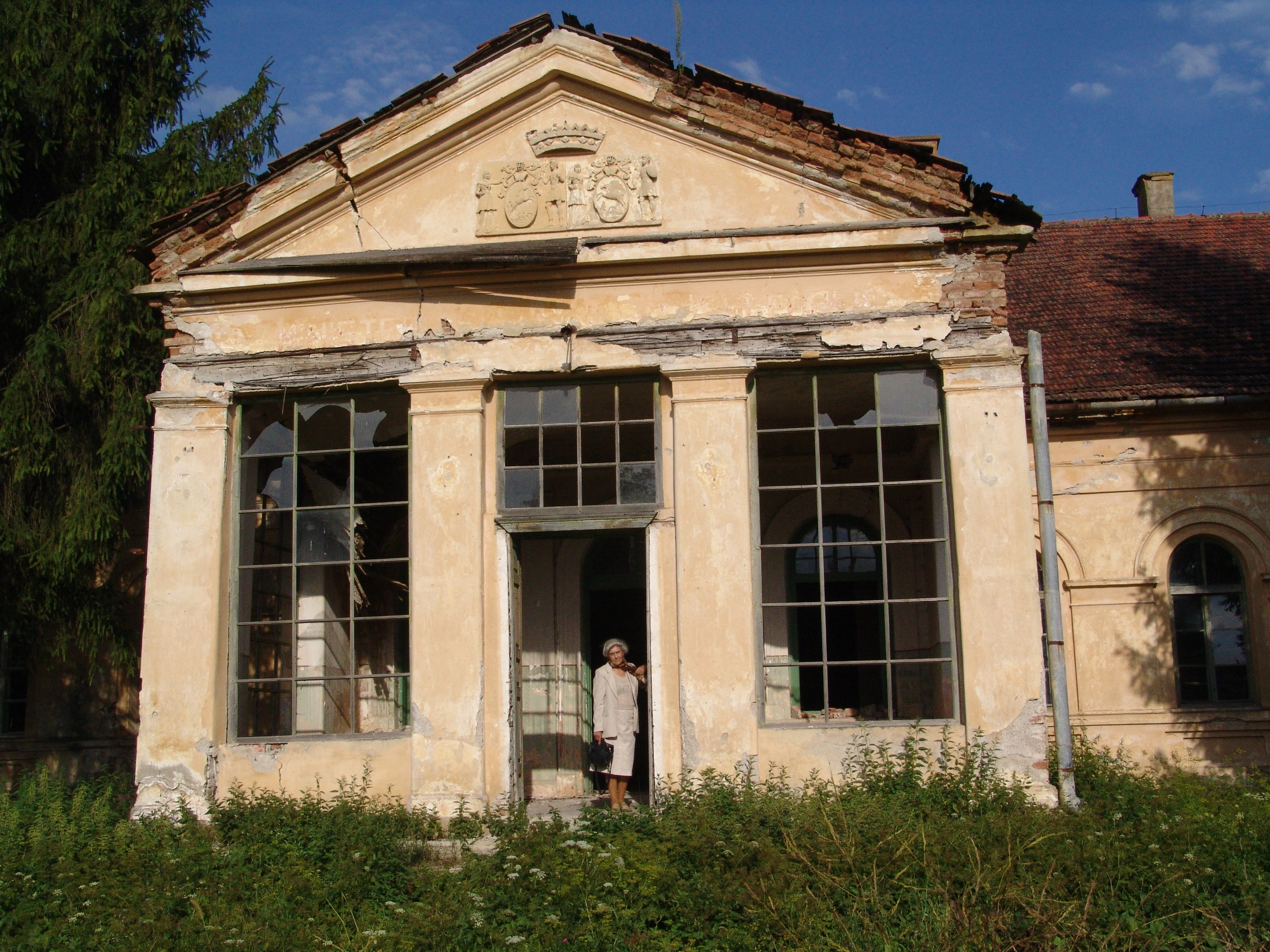
gróf Kornis Gabriella Szentbenedeken 2005-ben

2018-ben és 2019-ban az Örökségünk Őrei – fogadj örökbe egy műemléket! verseny keretén belül, a Szamosújvári Kemény Zsigmond Elméleti Líceum tizenhárom diákja és két tanára örökbe fogadta a kastélyt azzal a feltett szándékkal, hogy felhívják a figyelmet a kastély egyre romló állapotára. 
2018 őszén a kastély tulajdonosa, a szamosújvári Téka Alapítvány, a válaszúti Kallós Zoltán Alapítvány, valamint szamosújvári a Kemény Zsigmond Elméleti Líceum partnerségével létrehozta a Kornis Kastély Egyesületet, melynek felvállalt célja a kastély helyreállítása és közhasznú célú működtetése.

## Fényképek

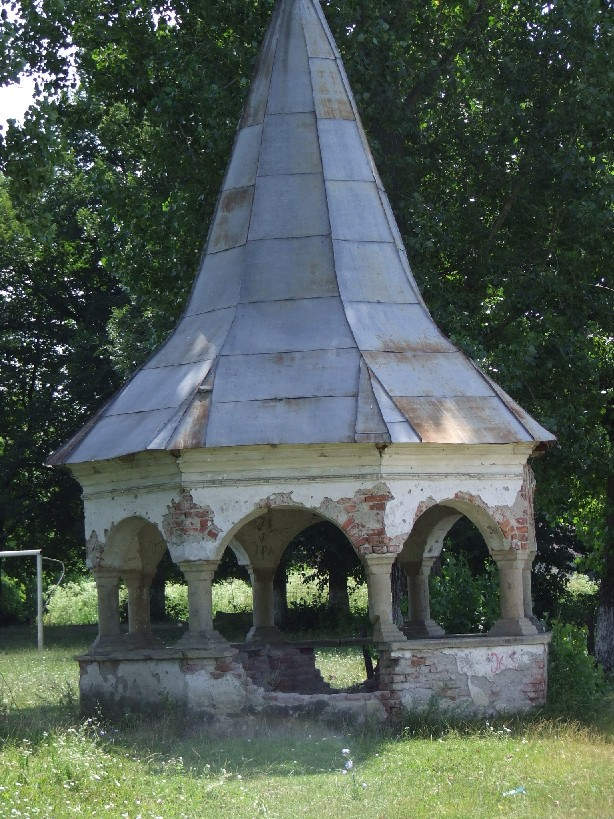
Szökőkút
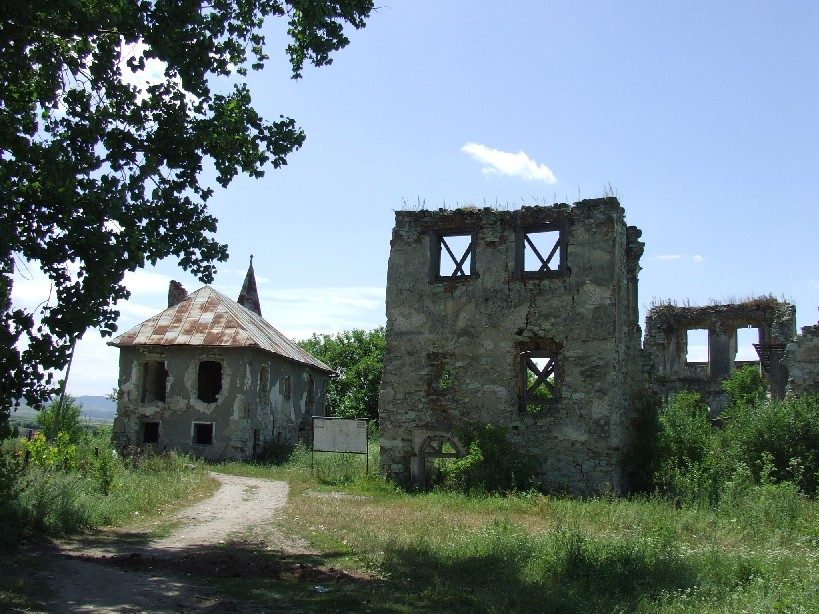
A kastély romjai
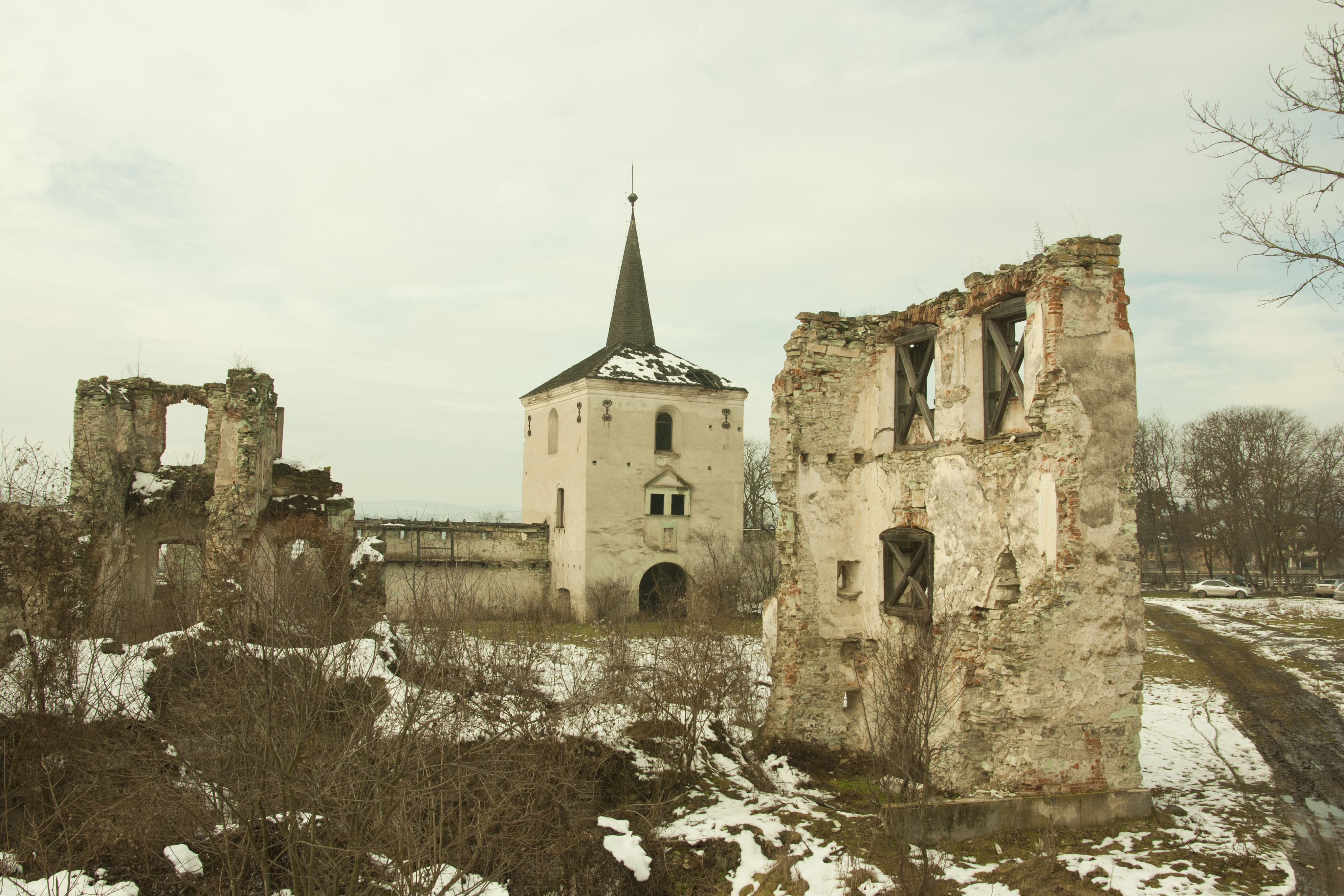
A kastély romjai
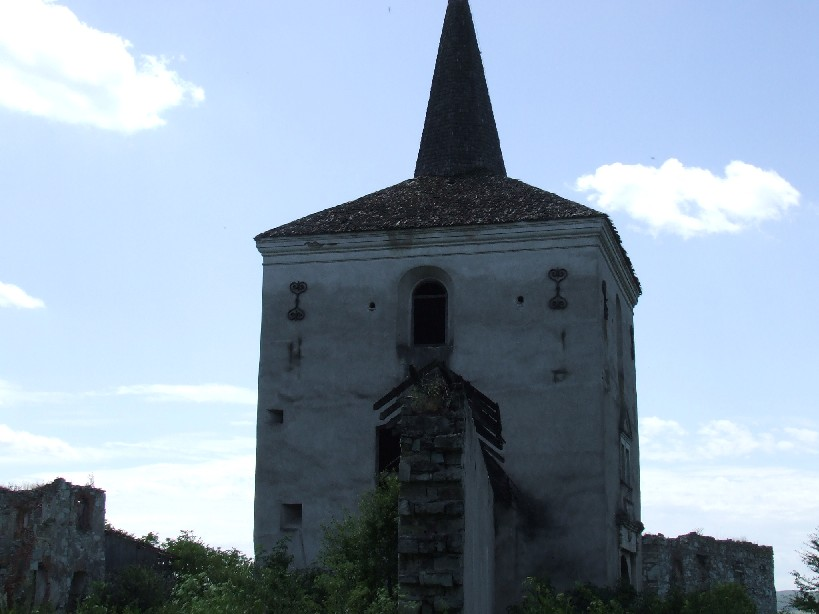
A kastély tornya
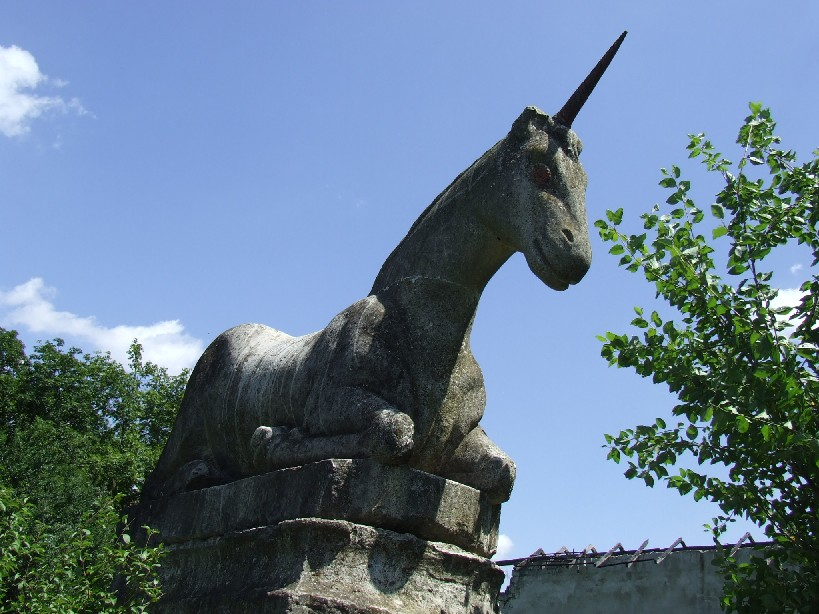
Unikornis szobor
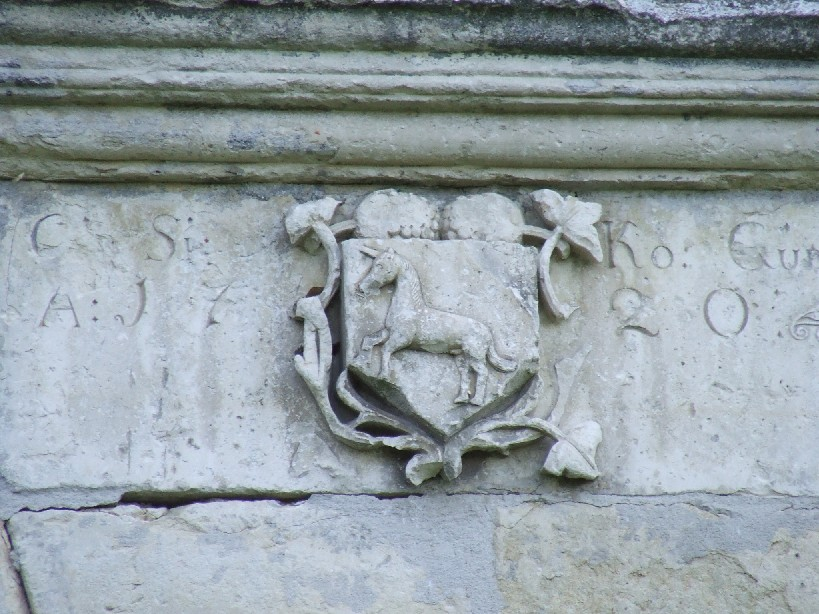
A Kornis család címere
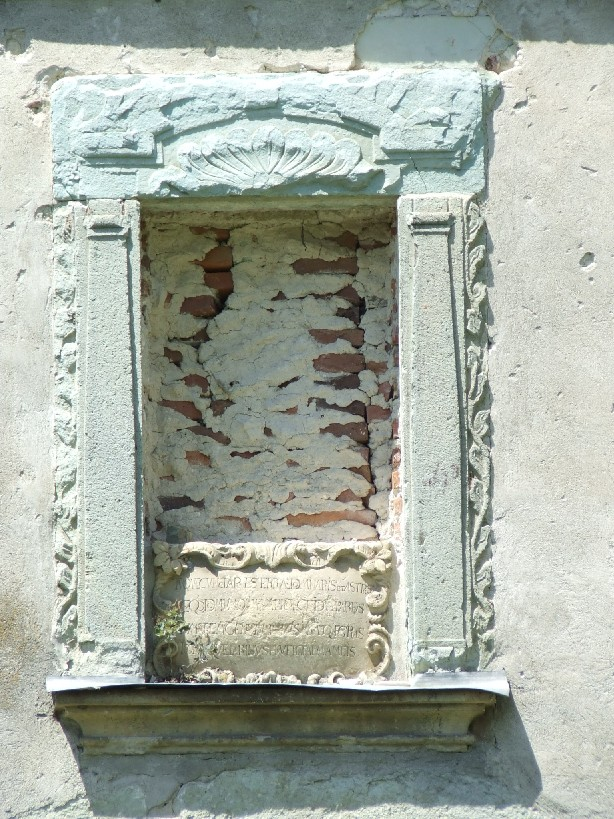
A kapu feletti fekete Madonna helye